# 構造物診断士
構造物診断士（こうぞうぶつしんだんし）は、一般社団法人日本構造物診断技術協会が認定する資格。
国土交通省により、公共工事に関する調査及び設計等の品質確保に資する技術者資格に登録されている。

## 区分
- 一級
- 二級

## 受験資格
- 学歴に応じた年数の実務経験要

## 資格取得の流れ
- 筆記試験：仙台、福島、東京、大阪、福岡で実施。
- 面接（一級のみ)：東京で実施
- 登録：登録には日本構造物診断技術協会への入会要。4年ごとに更新要

## 関連資格
- 土木鋼構造診断士